# Askia

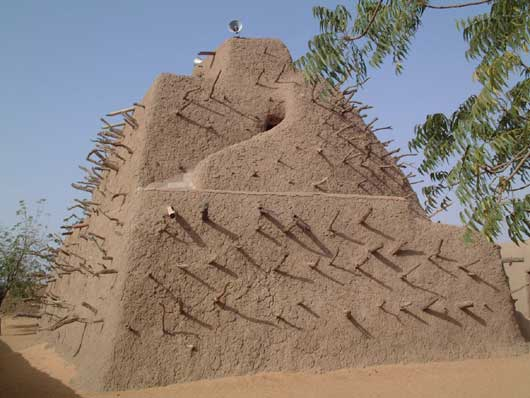
Gao, le tombeau des Askias.

La dynastie des Askia a dirigé l’Empire songhaï à partir de 1493, lorsque Mohammed Aboubacar (1443-1538) renverse le fils de Sonni Ali Ber (Ali le Grand) et prend le nom d’Askia Mohammed.
Askia Mohammed a fait construire en 1495 à Gao, capitale de l’Empire songhaï, le tombeau des Askia, lequel est inscrit sur la liste du patrimoine mondial de l’UNESCO depuis le 15 janvier 2005.

## Renaissance régionale
Cette dynastie marque un tournant au sein de l'empire songhaï et représente le retour d'une aristocratie concentrée sur les caractéristiques cosmopolites de la région, à l'instar de ce qui se produit sous l'empire du Mali durant le règne de Mansa Moussa. La politique internationale de cette dynastie permet à la région de traverser une forme de renaissance dans laquelle les villes accroissent les échanges commerciaux que ce soit au sein du commerce transsaharien ou des régions de la forêt guinéenne. Elle intègre des pratique culturelle islamique à un contexte culturel différent.
Cette période est caractérisée par des politiques d'États qui soutiennent une forte urbanisation ainsi que la mise en place de centres d'éducation islamiques. Ces politiques marquent une rupture avec les précédentes de la dynastie Sonni. En effet, sur le plan des politiques extérieures, la dynastie Sonni est caractérisée par des conquêtes militaires tandis que la dynastie des Askia est caractérisée par de nombreuses actions diplomatiques visant à améliorer les relations avec le monde musulman. En opposition avec la politique précédente, souvent perçue comme autoritaire et peu favorable aux musulmans, la dynastie des Askia s'est efforcée de rétablir les liens avec les centres intellectuels et religieux du monde islamique. Une diplomatie active est instaurée avec l’Égypte, le Hedjaz, et d’autres foyers du savoir islamique, contribuant à légitimer le pouvoir de la dynastie et à renforcer les institutions religieuses locales, notamment à Tombouctou et Djenné.
Sous la dynastie Askia, l’Empire songhaï connaît une centralisation accrue de son administration et une islamisation officielle du pouvoir. À partir d’Askia al-Ḥājj Muḥammad, les souverains adoptent le titre d’amīr al-mu’minīn (« Commandeur des croyants »), affirmant leur légitimité religieuse et politique dans le monde musulman. Le gouvernement se structure autour de pôles jumeaux à Gao et Tindirma, et repose largement sur un système aristocratique familial, où les fils du souverain occupent les principales charges militaires, fiscales et administratives. La dynastie maintient et adapte les institutions héritées des empires précédents (Mali et Ghana), en intégrant des pratiques islamiques tout en conservant des rituels politiques autochtones. Elle accorde aussi une place significative aux notables religieux et aux lignées sharifiennes, notamment à Tombouctou et Djenné.

## Liste des Askia
- Askia Mohammed Touré le Grand : 1493-1528
- Askia Monzo Moussa : 1528-1531
- Askia Mohammed II Benkan : 1531-1537
- Askia Ismaïl : 1537-1539
- Askia Ishaq Ier : 1539-1549
- Askia Daoud : 1549-1582
- Askia Mohammed III el Hadj : 1582-1586
- Askia Mohammed IV Bano : 1586-1588
- Askia Ishaq II : 1588-1591
- Conquête marocaine : 1591